# Calathea ackermannii
Calathea ackermannii är en strimbladsväxtart som beskrevs av Friedrich August Körnicke. Calathea ackermannii ingår i släktet Calathea och familjen strimbladsväxter. Inga underarter finns listade.